# Egzekucje więźniów politycznych w Iranie (1988)

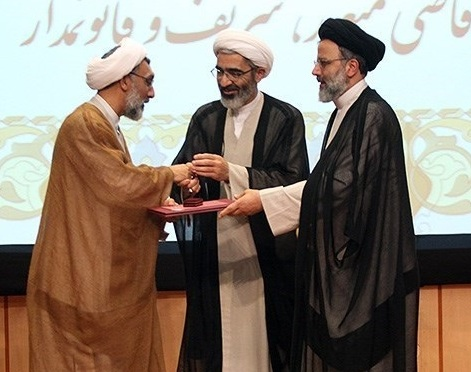
Sędziowie Ebrahim Ra’isi (z prawej) i Mostafa Pourmohammadi (z lewej)

Egzekucje więźniów politycznych w Iranie w 1988 – masowe egzekucje osadzonych w więzieniach Iranu po rewolucji islamskiej w związku z przynależnością do organizacji Ludowych Mudżahedinów, partii Tude oraz Organizacji Irańskich Fedainów Ludowych. Egzekucje rozpoczęły się w lipcu 1988 i trwały pięć miesięcy. Najprawdopodobniej w ich trakcie stracono 4-5 tys. osób.

## Tło wydarzeń
W 1988 rząd Islamskiej Republiki Iranu czuł się poważnie zagrożony. W końcu lipca 1988 wojska irackie rozpoczęły nowe działania ofensywne w toczącej się od ośmiu lat wojnie między obydwoma państwami. Ataki Irakijczyków zostały powstrzymane, jednak 26 lipca wojska irańskie zaatakowała Narodowa Armia Wyzwolenia - zbrojne skrzydło organizacji Ludowych Mudżahedinów. Ogłosiła ona marsz na Teheran, jednak już po trzech dniach została rozbita. Rząd irański uznał jednak, że znajduje się w sytuacji poważnego zagrożenia, a w stolicy mogło działać jeszcze wielu sympatyków Mudżahedinów. W związku z tym postanowił ostatecznie zniszczyć organizację, zabijając związane z nią osoby, które przebywały w irańskich więzieniach. Większość członków i sympatyków Mudżahedinów Ludowych znajdowała się w zakładach karnych od 1981. Część Mudżahedinów została stracona z wyroku Trybunału Rewolucyjnego już w latach 1981-1988. Rząd mógł również podejrzewać, że więźniowie polityczni szykują ucieczkę z przepełnionych zakładów karnych lub nawet dążyć do jak najszybszego zwolnienia miejsc w więzieniach. Istnieje również pogląd, iż masowa egzekucja więźniów politycznych została zaplanowana przez Ruhollaha Chomejniego znacznie wcześniej i nie miała związku z ostatnimi wydarzeniami w Iranie, które potraktowano jedynie jako pretekst. Prawdziwym zaś celem byłoby ponowne obudzenie w elicie władzy rewolucyjnej bezwzględności i zintegrowanie jej poczuciem uczestnictwa w radykalnym akcie.

## Egzekucje
28 lipca 1988 Ruhollah Chomejni wydał dekret, w którym nakazał uznać przebywających w więzieniach „hipokrytów” (tzn. Modżahedinów) za „toczących wojnę przeciwko Bogu” i zdrajców, po czym ukarać ich śmiercią. Egzekucje w więzieniach teherańskich mieli nadzorować najwyższy Sędzia Religijny, prokurator Teheranu i Ministerstwo Wywiadu, w więzieniach poza stolicą - lokalni sędziowie religijni i prokuratorzy. Chomejni wzywał rząd rewolucyjny do bezwzględności i zdecydowania „w obliczu wrogów Boga”. Stwierdził, że słabość i wahanie byłoby zdradą męczenników islamu. Stojący na czele sądownictwa ajatollah Abdol-Karim Musawi Ardebili wysłał do Chomejniego dodatkowe zapytanie, czy jego dekret dotyczy wszystkich członków "ateistycznych" ugrupowań, także tych skazanych już na kary więzienia, czy tylko skazanych na śmierć i oczekujących na egzekucję. Chomejni powtórnie nakazał wówczas zniszczenie wrogów islamu.
Już następnego dnia więzienia zostały zamknięte dla odwiedzających, więźniom odebrano telewizory i radioodbiorniki, a także prawo do pisania i otrzymywania listów. Zawieszono również pracę zwykłych sądów. Więźniowie związani z organizacją Ludowych Mudżahedinów byli kierowani na krótkie przesłuchania. Wprowadzono ich w błąd co do ich celu - stwierdzono, że zadawanie pytań o stosunek do religii i polityki ma na celu oddzielenie wierzących muzułmanów od niemuzułmanów w związku z przygotowywaną amnestią. Więźniowie, którzy stwierdzili, że nadal głoszą poglądy Ludowych Mudżahedinów, byli natychmiast odsyłani na egzekucję. Mudżahedini, którzy stwierdzili, że odrzucili dawne poglądy, byli pytani o gotowość zadenuncjowania towarzyszy lub nawet osobistego wykonania na nich egzekucji przez powieszenie. Zawahanie w tym momencie było uznawane za oznakę nieszczerości i więzień taki również był natychmiast odprowadzany na stracenie. Niektórych osadzonych pytano o gotowość udania się na wojnę i wbiegnięcia na pole minowe. Odmowa lub wahanie w tym momencie również były traktowane jako podstawa do kary śmierci. Niewielu więźniów zdołało przekonać przesłuchujących, że naprawdę wyrzekają się dawnych poglądów i tym samym uniknąć śmierci. Więźniowie wyznaczeni na egzekucję mogli napisać testament; następnie wieszano ich w grupach po sześciu.
W sierpniu i wrześniu, być może w związku z nowym dekretem Chomejniego, egzekucje objęły także członków komunistycznej partii Tude oraz Organizacji Irańskich Fedainów Ludowych. O losie więźniów decydowały odpowiedzi na pytania o stosunek do religii. Osoby, które zadeklarowały, że ich rodziny były wierzące, a oni sami zostali marksistami, skazywano na śmierć i natychmiast tracono jako apostatów. Szansę na zachowanie życia mieli ci więźniowie, którzy przekonali przesłuchujących, że nie byli wychowani w duchu islamskim, jako dorośli nawrócili się, a następnie w więzieniu modlili się w prawidłowy sposób. W Teheranie straconych chowano w nieoznakowanych masowych grobach, a rodziny zniechęcano do odwiedzania miejsca pochówku ani organizowania modlitw w intencji zabitych.
Egzekucje prowadzone były w tajemnicy. Nagłe odebranie możliwości kontaktowania się z osadzonymi bliskimi sprawiło jednak, że ich rodziny nabrały złych przeczuć. Kilka z nich zaapelowało do wpływowego ajatollaha Hosejna Alego Montazeriego o możliwość dowiedzenia się o sytuacji krewnych. Pytania o właściwy z religijnego punktu widzenia sposób postępowania z więźniami kierowali do Montazeriego również duchowni, którzy na prowincji irańskiej zasiadali w komisjach przesłuchujących osadzonych. Gdy Montazeri dowiedział się, co się działo, zaapelował do Chomejniego o powstrzymanie egzekucji, argumentując, że wyroki śmierci były wydawane wbrew religijnym zasadom i że dochodziło do nadużyć. Następnie 3 sierpnia w publicznym wystąpieniu stwierdził, że należy zachować wartości rewolucji i karać winnych, ale nie dopuszczać się ekscesów. Jego sugestie nie tylko zostały odrzucone przez Chomejniego, ale również prawdopodobnie sprawiły, że Najwyższy Przywódca nie wskazał Montazeriego jako najlepszego kandydata na swojego następcę. 13 sierpnia 1981 r. Montazeri spotkał się z komisją przesłuchującą więźniów w Teheranie (Mostafa Purmohammadi, Hosejn Ali Najjeri, Morteza Eszraghi) i wezwał ich do zatrzymania egzekucji w nadchodzącym świętym miesiącu moharram. Komisja stwierdziła, że Montazeri może rozporządzić losem 200 więźniów, którzy mieli być dopiero przesłuchani, natomiast 750 osób w ostatnim czasie już stracono.

## Liczba straconych
Rząd Iranu nigdy nie przyznał się oficjalnie do przeprowadzenia egzekucji więźniów politycznych na taką skalę. Ruhollah Chomejni jedynie ogólnikowo stwierdzał, że wydał „dekret Boga” przeciwko „kontrrewolucjonistom i hipokrytom”. Ali Akbar Haszemi Rafsandżani w lutym 1989 przyznał jedynie, że w więzieniach stracono „mniej niż tysiąc” więźniów politycznych. Mir Hosejn Musawi utrzymywał, że masowa egzekucja Mudżahedinów Ludowych była konieczna w celu powstrzymania przygotowywanego przez nich spisku antyrządowego. Abdol-Karim Musawi Ardebili stwierdził, że rozprawy z Modżahedinami domagała się opinia publiczna.
Według Ludowych Mudżahedinów straconych zostało nawet 30 tys. więźniów politycznych, jednak za bardziej prawdopodobne uważa się liczby rzędu czterech-pięciu tysięcy. Hosejn Ali Montazeri szacował, że do połowy sierpnia wykonano egzekucje na 2800-3800 Mudżahedinach; liczba ta nie obejmuje straconych komunistów i członków innych organizacji.